# Dänischer Fußballpokal 2004/05
Der Dänische Fußballpokal 2004/05 war die 51. Austragung des dänischen Pokalwettbewerbs der Männer. Er wurde vom dänischen Fußballverband ausgetragen. Das Finale fand traditionell am Himmelfahrtstag (5. Mai 2005) im Parken von Kopenhagen statt. Pokalsieger wurde Brøndby IF, der sich wie vor zwei Jahren im Finale gegen FC Midtjylland durchsetzte.
Das Halbfinale wurde in Hin- und Rückspiel entschieden. In den anderen Runden wurden die Begegnungen in einem Spiel ausgetragen. Bei unentschiedenem Ausgang wurde zur Ermittlung des Siegers eine Verlängerung gespielt. Stand danach kein Sieger fest, folgte ein Elfmeterschießen.

## 1. Runde
Es nahmen 48 Mannschaften der Dänemarkserie sowie die 16 Teams der 2. Division 2003/04 teil.
| Datum      |                    | Ergebnis  |                         |
| ---------- | ------------------ | --------- | ----------------------- |
| 24.07.2004 | BK Rødovre         | 2:1       | Stenløse BK             |
| 25.07.2004 | Hirtshals BK       | 0:2       | Viby IF                 |
| 25.07.2004 | Holstebro BK       | 1:0       | Jetsmark IF             |
| 25.07.2004 | Skovlunde Fodbold  | 1:4       | Holbæk B&I              |
| 25.07.2004 | Albertslund IF     | 1:2       | FC Roskilde             |
| 25.07.2004 | Allerød FK         | 3:2       | Nivå-Kokkedal Fodbold   |
| 25.07.2004 | Allesø GF          | 01:15     | Kolding FC              |
| 25.07.2004 | BK Avarta          | 2:1       | Hellerup IK             |
| 25.07.2004 | Bagsværd BK        | 6:1       | Kløvermarkens fB        |
| 25.07.2004 | Dragør BK          | 1:4       | Hvidovre IF             |
| 25.07.2004 | Ejby IF            | 2:5       | Gladsaxe-Hero BK        |
| 25.07.2004 | FC Bornholm        | 3:1       | Slagelse B&I            |
| 25.07.2004 | BK Frem Sakskøbing | 1:7       | Lyngby BK               |
| 25.07.2004 | Glostrup FK        | 3:2       | Næstved BK              |
| 25.07.2004 | Hammel GF          | 3:1       | Hobro IK                |
| 25.07.2004 | Husum BK           | 3:0       | B 1908 Amager           |
| 25.07.2004 | Ishøj BK           | 3:5       | Amager FF               |
| 25.07.2004 | Lystrup IF         | 0:5       | Thisted FC              |
| 25.07.2004 | Middelfart G&BK    | 5:3       | Bramming BK             |
| 25.07.2004 | Nakskov BK         | 0:5       | Næsby BK                |
| 25.07.2004 | Silkeborg KFUM     | 2:1       | Aabyhøj IF              |
| 25.07.2004 | Skjern GF          | 2:1 n. V. | Korup IF                |
| 25.07.2004 | Sorø IF Freja      | 1:0       | Døllefjelde-Musse IF    |
| 25.07.2004 | SUB Sønderborg     | 1:3 n. V. | FC Horsens              |
| 25.07.2004 | Stige BK           | 0:1       | Odense Kammeraternes SK |
| 25.07.2004 | Søndermarkens IF   | 1:3 n. V. | Skive IK                |
| 25.07.2004 | Tjørring IF        | 1:3       | Brabrand IF             |
| 25.07.2004 | Tved BK            | 1:2       | Dalum IF                |
| 25.07.2004 | Vanløse IF         | 0:1       | Kalundborg GB           |
| 25.07.2004 | Varde IF           | 3:1       | B 1909 Odense           |
| 25.07.2004 | Vejgaard BSK       | 2:1 n. V. | Frederikshavn fI        |
| 25.07.2004 | Aars IK            | 1:4       | Hjørring IF             |

## 2. Runde
Teilnehmer waren die 32 Sieger der ersten Runde und die 8 Vereine auf den Plätzen neun bis Sechzehn der 1. Division 2003/04.
| Datum      |                         | Ergebnis              |                  |
| ---------- | ----------------------- | --------------------- | ---------------- |
| 10.08.2004 | Brabrand IF             | 1:8                   | B 1913 Odense    |
| 10.08.2004 | Aarhus Fremad           | 4:2                   | Kolding FC       |
| 10.08.2004 | FC Roskilde             | 4:4 n. V. (1:3 i. E.) | Brønshøj BK      |
| 10.08.2004 | Amager FF               | 2:7                   | Kalundborg GB    |
| 10.08.2004 | Allerød FK              | 1:2                   | B.93 Kopenhagen  |
| 11.08.2004 | Bagsværd BK             | 1:4                   | Holbæk B&I       |
| 11.08.2004 | FC Bornholm             | 0:3                   | Lyngby BK        |
| 11.08.2004 | FC Horsens              | 1:3                   | Næsby BK         |
| 11.08.2004 | FC Nordjylland          | 00:3 1                | Dalum IF         |
| 11.08.2004 | Hammel GF               | 0:7                   | Thisted FC       |
| 11.08.2004 | Husum BK                | 1:4                   | Glostrup FK      |
| 11.08.2004 | Hvidovre IF             | 1:2                   | BK Avarta        |
| 11.08.2004 | Odense Kammeraternes SK | 1:3                   | Vejle BK         |
| 11.08.2004 | Middelfart G&BK         | 3:0                   | Holstebro BK     |
| 11.08.2004 | BK Rødovre              | 2:3                   | Gladsaxe-Hero BK |
| 11.08.2004 | Silkeborg KFUM          | 2:1                   | Skive IK         |
| 11.08.2004 | Skjern GF               | 0:4                   | Hjørring IF      |
| 11.08.2004 | Sorø IF Freja           | 1:4                   | Fremad Amager    |
| 11.08.2004 | Varde IF                | 1:3                   | FC Fredericia    |
| 11.08.2004 | Viby IF                 | 3:2                   | Vejgaard BSK     |

## 3. Runde
Teilnehmer: Die 20 Sieger der zweiten Runde, sechs Teams auf den Plätzen drei bis acht der 1. Division 2003/04 und der Elfte und Zwölfte der Superliga 2003/04.
| Datum      |                  | Ergebnis              |                            |
| ---------- | ---------------- | --------------------- | -------------------------- |
| 01.09.2004 | Brønshøj BK      | 2:4                   | BK Frem Kopenhagen         |
| 07.09.2004 | Silkeborg KFUM   | 1:4                   | Dalum IF                   |
| 07.09.2004 | Gladsaxe-Hero BK | 2:7                   | Fremad Amager              |
| 08.09.2004 | AB Gladsaxe      | 0:1                   | BK Skjold Østerbro         |
| 08.09.2004 | B 1913 Odense    | 5:4 n. V.             | Vejle BK                   |
| 08.09.2004 | Glostrup FK      | 3:2                   | Holbæk B&I                 |
| 08.09.2004 | Hjørring IF      | 1:3                   | FC Fredericia              |
| 08.09.2004 | Lyngby BK        | 2:4                   | Køge BK                    |
| 08.09.2004 | Middelfart G&BK  | 0:5                   | Kalundborg GB              |
| 08.09.2004 | Thisted FC       | 0:2                   | AC Horsens                 |
| 08.09.2004 | Viby IF          | 0:2                   | Næsby BK                   |
| 08.09.2004 | Ølstykke FC      | 4:1                   | Nykøbing Falster Alliancen |
| 08.09.2004 | Aarhus Fremad    | 0:5                   | SønderjyskE Fodbold        |
| 22.09.2004 | BK Avarta        | 0:0 n. V. (5:4 i. E.) | B.93 Kopenhagen            |

## 4. Runde
Teilnehmer: Die 14 Sieger der dritten Runde, der Erste und Zweite der 1. Division 2003/04, sowie die vier Vereine auf den Plätzen sieben bis zehn der Superliga 2003/04.
| Datum      |                    | Ergebnis  |                     |
| ---------- | ------------------ | --------- | ------------------- |
| 28.09.2004 | Næsby BK           | 0:1       | Herfølge BK         |
| 29.09.2004 | AC Horsens         | 4:3 n. V. | Silkeborg IF        |
| 29.09.2004 | BK Avarta          | 1:2 n. V. | Ølstykke FC         |
| 29.09.2004 | B 1913 Odense      | 2:5       | Aarhus GF           |
| 29.09.2004 | Dalum IF           | 0:2       | FC Nordsjælland     |
| 29.09.2004 | BK Frem Kopenhagen | 3:0       | Randers FC          |
| 29.09.2004 | Fremad Amager      | 3:2       | FC Fredericia       |
| 29.09.2004 | Glostrup FK        | 1:3       | SønderjyskE Fodbold |
| 29.09.2004 | Kalundborg GB      | 1:4       | Køge BK             |
| 29.09.2004 | BK Skjold Østerbro | 1:0       | Viborg FF           |

## 5. Runde
Teilnehmer: Die 10 Sieger der vierten Runde und die besten sechs Vereine der Superliga 2003/04.
| Datum      |                    | Ergebnis |                     |
| ---------- | ------------------ | -------- | ------------------- |
| 27.10.2004 | AC Horsens         | 2:1      | Aalborg BK          |
| 27.10.2004 | Esbjerg fB         | 0:1      | Brøndby IF          |
| 27.10.2004 | FC Kopenhagen      | 2:1      | Odense BK           |
| 27.10.2004 | BK Frem Kopenhagen | 0:2      | BK Skjold Østerbro  |
| 27.10.2004 | Fremad Amager      | 3:2      | FC Nordsjælland     |
| 27.10.2004 | Herfølge BK        | 1:4      | FC Midtjylland      |
| 27.10.2004 | Køge BK            | 1:2      | Aarhus GF           |
| 27.10.2004 | Ølstykke FC        | 3:1      | SønderjyskE Fodbold |

## Viertelfinale
Teilnehmer: Die 8 Sieger der vierten Runde.
| Datum      |                    | Ergebnis |                |
| ---------- | ------------------ | -------- | -------------- |
| 10.11.2004 | Ølstykke FC        | 0:3      | FC Midtjylland |
| 10.11.2004 | AC Horsens         | 3:1 n. V | Aarhus GF      |
| 06.03.2005 | Fremad Amager      | 1:3      | FC Kopenhagen  |
| 06.03.2005 | BK Skjold Østerbro | 0:2      | Brøndby IF     |

## Halbfinale
| Datum          |            | Gesamt |                | Hinspiel | Rückspiel |
| -------------- | ---------- | ------ | -------------- | -------- | --------- |
| 06./20.04.2005 | Brøndby IF | 3:2    | FC Kopenhagen  | 1:0      | 2:2       |
| 06./20.04.2005 | AC Horsens | 0:5    | FC Midtjylland | 0:4      | 0:1       |

## Finale
| Paarung        | Brøndby IF – FC Midtjylland |
| Ergebnis       | 3:2 n. V. (2:2, 1:0) |
| Datum          | 5. Mai 2005 |
| Stadion        | Parken, Kopenhagen |
| Zuschauer      | 34.026 |
| Schiedsrichter | Knud Erik Fisker |
| Tore           | 1:0 Morten Skoubo (41.) 1:1 Michael Hansen (47.) 1:2 Razak Pimpong (60.) 2:2 Kim Daugaard (76.) 3:2 Ruben Bagger (111.) |
| Brøndby IF     | Casper Ankergren – Sebastian Svärd, Per Nielsen, Daniel Agger, Asbjørn Sennels (70. Ruben Bagger) – Johan Elmander, Kim Daugaard, Martin Retov, Mads Jørgensen (62. Jonas Kamper) – Thomas Kahlenberg, Morten Skoubo (91. Dan Anton Johansen) Cheftrainer: Michael Laudrup              |
| FC Midtjylland | Anders Rasmussen – Jesper Mikkelsen, Kristian Bak Nielsen, Rasmus Daugaard, Ulrik Lindkvist, Dennis Sørensen – Michael Hansen (79. Mikkel Thygesen), Razak Pimpong, Thomas Frandsen (48. Thomas Rathe) – David Nielsen, Frank Kristensen (74. Claus Madsen) Cheftrainer: Erik Rasmussen |
| Gelbe Karten   | keine – Rasmus Daugaard, Thomas Frandsen, David Nielsen |
| Platzverweise  | keine – Razak Pimpong (66.) |